# Maria Pia De Vito
Maria Pia De Vito (Napoli, 1960) è una cantante e compositrice italiana.
Unisce un interesse per la musica etnica e tradizionale mediterranea con la sperimentazione jazzistica. Alla fine degli anni '90 collabora con Rita Marcotulli al progetto "Nauplia", una fusione tra la melodia napoletana ed il jazz. Ha collaborato con svariati musicisti, fra cui John Taylor, Ernst Rejiseger, Paolo Fresu, Norma Winstone, Steve Swallow, Gianluigi Trovesi, Enrico Pieranunzi, Enrico Rava, Giorgio Gaslini, Ivan Lins.

## Discografia parziale
- Maria Pia De Vito, Rita Marcotulli - Nauplia Egea Records (SCA 046), 1995
- Maria Pia De Vito, Fore Paese, Polosud Records (PS009), 1996
- Maria Pia De Vito, Arto Tunçboyaciyan, Rita Marcotulli - Triboh, Polosud Records (PS026), 1998
- Maria Pia De Vito, Phoné, Egea Records (SCA 063), 1998[1]
- Maria Pia De Vito, John Taylor, Ralph Towner - Verso (2000), Provocateur Records
- Maria Pia De Vito, Nel Respiro, Provocateur Records (PVC 1031), 2002
- Maria Pia De Vito, Patrice Heral, Ernst Reijseger, Paul Urbanek - Tumulti, 2002, Il Manifesto
- Maria Pia De Vito, Danilo Rea, Enzo Pietropaoli - So Right, C.A.M. Jazz, 2005
- Maria Pia De Vito, Huw Warren - Dialektos, Parco Della Musica Records, (MPR 012CD), 2008
- Maria Pia De Vito, Huw Warren (con Ralph Towner) - 'O Pata Pata, Parco Della Musica Records (MPR 030CD), 2011
- Maria Pia De Vito, François Couturier, Anja Lechner, Michele Rabbia - Il Pergolese, ECM Records (ECM 2340), 2013